# Wierzbno (województwo dolnośląskie)
Wierzbno (niem. Würben) – wieś w Polsce położona w województwie dolnośląskim, w powiecie oławskim, w gminie Domaniów.

## Podział administracyjny
W latach 1945–1954 siedziba gminy Wierzbno. W latach 1975–1998 miejscowość należała administracyjnie do województwa wrocławskiego.

## Historia
Miejscowość została wymieniona w zlatynizowanej formie Wirben w łacińskim dokumencie wydanym 10 sierpnia 1201 przez kancelarię papieża Innocentego III wydanym w Segni. Wymieniono ją także w zlatynizowanej, staropolskiej formie Wirbna w 1333 roku  w łacińskim dokumencie wydanym w Brzegu. Wieś zamieszkiwała ludność polska jeszcze w XIX w. Likwidacja polskich nabożeństw miała tu miejsce w 1838r.

## Położenie
Wierzbno położone jest 20 km na południowy wschód od Wrocławia. Do siedziby powiatu – Oławy – jest 10 km, a 9 km do siedziby gminy. Przy południowej części wsi przebiega droga wojewódzka nr 346, a najbliższy wjazd na autostradę A4 znajduje się 9 km od wsi.

## Informacje ogólne
Wierzbno składa się ze starszej części wsi oraz z osiedla z wielkiej płyty. Znajduje się tu szkoła podstawowa im. Adama Mickiewicza oddana do użytku w roku 2005, market „Dino” otworzony w 2019 roku, sklep spożywczo-przemysłowy „Odido”, dwa bary, przystanek autobusowy, ośrodek zdrowia, apteka, salon fryzjerski, nowoczesna biblioteka, plac zabaw Podwórko NIVEA oddany do użytku w 2016 roku oraz kompleks sportowy boisk Orlik 2012. Obok szkoły została wybudowana hala sportowa, oddana do użytku 20 marca 2015 roku. Przez wieś biegnie aleja lipowa. Od 2012 r. działa zmodernizowana oczyszczalnia ścieków, wybudowana przy pomocy funduszów unijnych.

## Demografia
Według Narodowego Spisu Powszechnego (III 2011 r.) liczyło 1077 mieszkańców. Jest największą miejscowością gminy Domaniów.

## Zabytki
Do wojewódzkiego rejestru zabytków wpisany jest:
- kościół parafialny pw. św. Mikołaja, z XIV w., przebudowany w XVIII w., odbudowany w latach 1956-1958 po zniszczeniach wojennych[14]

inne zabytki:
- kapliczki sakralne położone w różnych częściach wsi
- poniemieckie zabytkowe domy.

## Sport
Prowadzona jest też sekcja podnoszenia ciężarów, mająca sukcesy na arenie krajowej i międzynarodowej. Aktualnym trenerem jest Adam Kraska. Pochodzący z Wierzbna Szymon Kołecki jest  srebrnym medalistą igrzysk olimpijskich z Sydney w 2000 roku i  złotym z Pekinu w 2008 roku, 5-krotnym mistrzem Europy oraz 2-krotnym wicemistrzem świata.